# Orlando Santiago (pallavolista)
Orlando Santiago Román (3 giugno 1996) è un pallavolista portoricano, nel ruolo di schiacciatore.

## Carriera

### Club
La carriera di Orlando Santiago inizia a livello universitario nella Liga Atlética Interuniversitaria de Puerto Rico dove gioca per quattro annate con la Universidad del Este e conquista due titoli. Approda tra i professionisti coi Changos de Naranjito in occasione della Liga de Voleibol Superior Masculino 2017 e resta legato alla franchigia fino a metà del campionato 2019, nel quale approda ai Caribes de San Sebastián. 
Dopo un periodo di inattività, torna in campo nella Liga de Voleibol Superior Masculino 2021, difendendo i colori dei Mets de Guaynabo. Nella stagione seguente fa ritorno ai Caribes de San Sebastián e poi approda nella NVA 2023 con i Puerto Rico Pythons. Nella Liga de Voleibol Superior Masculino 2023 indossa invece la casacca dei Cafeteros de Yauco, mentre nell'edizione seguente del torneo fa ritorno ai Mets de Guaynabo, senza però concludere il torneo.

## Palmarès

### Club
- LAI: 2

2016-17, 2017-18